# بلن سوتو
بيا بلن سوتو إنفانتي (بالإسبانية: Pia Bélen Soto Infante)‏ ولدت في 22 كانون الثاني/يناير من عام 1997 في سانتياغو، وهي معروفة أكثر باسم بلن سوتو، هي ممثلة وعارضة تشيلية، شاركت لأول مرة في مسلسل بابي ريكي (مسلسل تلفزيوني تشيلي دوري عُرض سنة 2007).

## الحياة المهنية
ولدت سوتو في كانون الثاني/يناير من العام 1997 في شيلي، وهي ابنة كل من ألدو سوتو وكارولينا إنفانتي ولها شقيقة. بدأت سوتو العمل كعارضة، لتنتقل فيما بعد إلى مجال التمثيل لكنها عانت كثيرا بعدما توفي والدها (ألدو سوتو) في عام 2011 بسبب سكتة قلبية كونه كان يعاني من مرض السرطان.
واصلت بلن دراستها في كلية سان فرانسيسكو خافيير ويُعتقد أنها أكملت حياتها المهنية في دراسة التمثيل.
بدأت تسجيل صوتيات في محطة راديو فس تشيلي وبعد 10 سنوات قدمت عرضا لها لأول مرة في القناة 13 كما شاركت في مسلسل بابي ريكي (بالإسبانية: Papi Ricky)‏ حيث جسدت دور طفلة تًدعى أليسيا وتبلغ من العمر 8 سنوات فقط.
اشتهرت بلن في معظم بلدان أمريكا اللاتينية خصوصا بعدما قامت بالعديد من الإعلانات والدعايات لصالح الأطفال على قنوات التلفزيون.
في عام 2014 دُعيت إلى المشاركة في برنامج على شاكلة مسلسل تلفزيوني حمل عنوان Mujeres Primero وقالت أنها كانت مهددة بالقتل في حالة ما كان المغني الشهير جاستن بيبر من الحضور.

## قائمة أفلامها
| السنة | العنوان        | الدور              | ملاحظات أخرى |
| ----- | -------------- | ------------------ | ------------ |
| 2007  | بابي ريكي      | أليسيا مونتيس      |              |
| 2009  | كوينتا كونميجو | صوفيا سارمينتو     |              |
| 2010  | فيروز (مقطوعة) | إيزيدورا تاجل      |              |
| 2013  | دوس بور إينو   | رافائيلا هيرنانديز |              |

## روابط خارجية
- بلن سوتو على موقع IMDb (الإنجليزية)
- بلن سوتو على موقع قاعدة بيانات الفيلم (الإنجليزية)